# Brian Mulroney
Martin Brian Mulroney, mest kendt som Brian Mulroney (født 20. marts 1939, død 29. februar 2024) var den 18. premierminister i Canada fra 17. september 1984 til 25. juni 1993 og leder af det konservative parti. Mulroney var uddannet jurist og genoptog efter afgangen som premierminister arbejdet som advokat og forretningskonsulent.
I 1984 førte Mulroney det konservative parti til en jordskredssejr ved parlamentsvalget, og partiet kom til magten for første gang i 26 år. Han genvandt posten ved valget i 1988, men mod slutningen af valgperioden blev hans regering mere og mere upopulær, og han valgte at trække sig tilbage frivilligt få måneder før valget.